# Ophiomyces grandis
Ophiomyces grandis är en ormstjärneart som beskrevs av George Richard Lyman 1879. Ophiomyces grandis ingår i släktet Ophiomyces och familjen knotterormstjärnor. Inga underarter finns listade i Catalogue of Life.